# Dalea strobilacea
Dalea strobilacea är en ärtväxtart som beskrevs av Rupert Charles Barneby. Dalea strobilacea ingår i släktet Dalea, och familjen ärtväxter. Inga underarter finns listade i Catalogue of Life.